# Helolaphyctis modesta
Helolaphyctis modesta är en tvåvingeart som beskrevs av Hermann 1920. Helolaphyctis modesta ingår i släktet Helolaphyctis och familjen rovflugor. Inga underarter finns listade i Catalogue of Life.